# Gonomyia (Gonomyia) stackelbergi
Gonomyia (Gonomyia) stackelbergi is een tweevleugelige uit de familie steltmuggen (Limoniidae). De soort komt voor in het Palearctisch gebied.